# Earl’s Palace (Birsay)

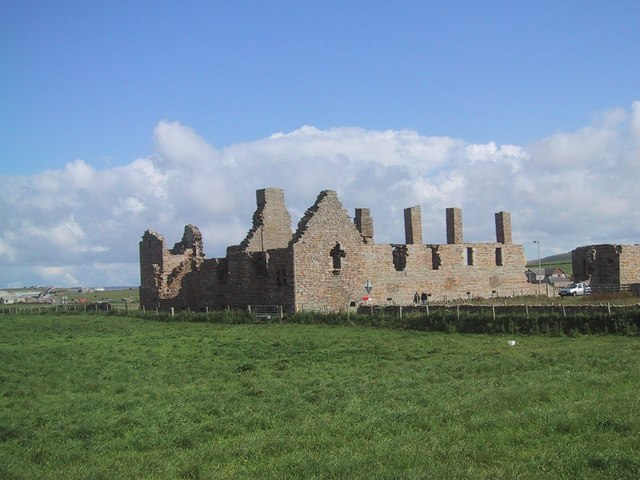
Earl’s Palace

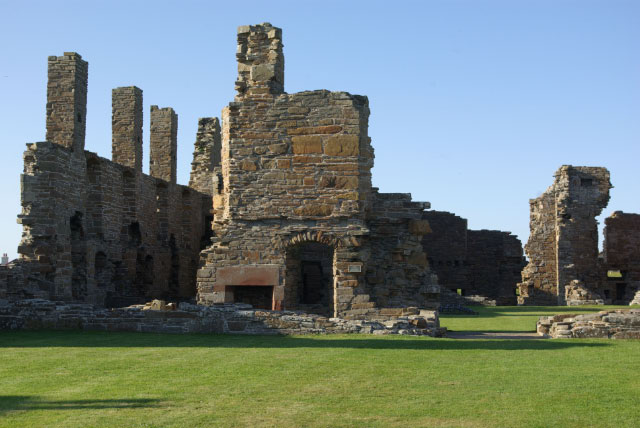
Innenraum

Der Earl’s Palace ist eine Burgruine auf der schottischen Orkneyinsel Mainland. Das Bauwerk ist als Scheduled Monument klassifiziert.

## Geschichte
Robert Stewart, 1. Earl of Orkney ließ die Burg wahrscheinlich ab 1569 als Ersatz für den Bishop’s Palace in Kirkwall erbauen. Die erste Bauphase endete 1574. Etwa 20 bis 30 Jahre später schloss sich eine zweite Bauphase unter Patrick Stewart, 2. Earl of Orkney an, in der das Bauwerk erweitert wurde. Ab den 1650er Jahren nutzten die Earls of Morton Earl’s Palace. Um das Jahr 1700 war das Bauwerk verlassen und verfiel in den folgenden Jahrhunderten zusehends. Heute ist es nur noch als Ruine erhalten.

## Beschreibung
Earl’s Palace liegt in Küstennähe im Nordwesten von Mainland nahe der Ortschaft Birsay. Das Bauwerk weist einen rechteckigen Grundriss auf, der von zwei zweistöckigen Gebäuden flankiert wird. Drei quadratische Ecktürme treten hervor. Der Eingang befand sich an der Südflanke. Ein oberhalb verbauter Stein zeigte die Jahreszahl 1574 sowie die Initialen R.E.O. Der Haupttrakt mit Halle und Küche befand sich im Norden. An den Ost- und Westflanken waren die Bedienstetenquartiere untergebracht. Ein Brunnen im Innenhof sicherte den Wasserbedarf.